# 喜德县
喜德县（羅馬化：xit ddop xiep /ɕɪ˥dʊ˨˩ ɕɛ˨˩/）是中华人民共和国四川省凉山彝族自治州所辖的一个县。位于四川盆地西南部山区，凉山彝族自治州中北部，东邻昭觉县，南界西昌市，西毗冕宁县，北连越西县，总面积2,206平方公里，常住人口158139人（2020年11月1日第七次让人口普查）。通用彝语北部方言，四川彝語即以喜德县的语音为标准。
“喜德”一名来源于彝文“夕夺拉达”（羅馬化：Xit Ddop La Dda），意为制造铠甲的地方。“夕”：铠甲；“夺”：出。汉语名“喜德”为“夕夺”雅化后的名称。

## 历史

### 建制前
两汉至魏晋南北朝時期，喜德境内北部属台登县，南部属苏示县，北山乡一带属邛都县。唐初喜德地区属越嶲郡，后改为嶲州。唐末属南诏，南诏改嶲州为建昌府，大理在台登与邛都间置两林部，縣境屬之。元时喜德地区分属罗罗斯宣慰司、建昌路、邛都州，彝族地区則是岭姓土司的属地。明代喜德北部属宁番卫，南部属建昌卫，清雍正八年（1730年）在冕宁县的冕山设立冕山分县。民国初年喜德分属西昌、冕宁、越嶲三县。民国27年（1938年）昭觉县、冕宁县、越嶲县析置宁东设治局。民国28年（1939年）1月改隶新设之西康省。民国30年（1941年）设北山模范政治指导区。

### 建制史
民国39年（1950年）设冕宁县第四区靖远区。
- 1951年，原宁东设治局西南部和北山模范政治指导区合并设立西昌县红毛妈姑彝族自治区。[3]
- 1952年，西昌县属红毛妈姑彝族自治区和冕宁县属第四区合并设立喜德县，屬凉山彝族自治区。[3]
- 1955年，凉山彝族自治区改为凉山彝族自治州，划归四川省。[3]
- 2020年11月，四川省批准喜德县退出贫困县。[4]

## 地理

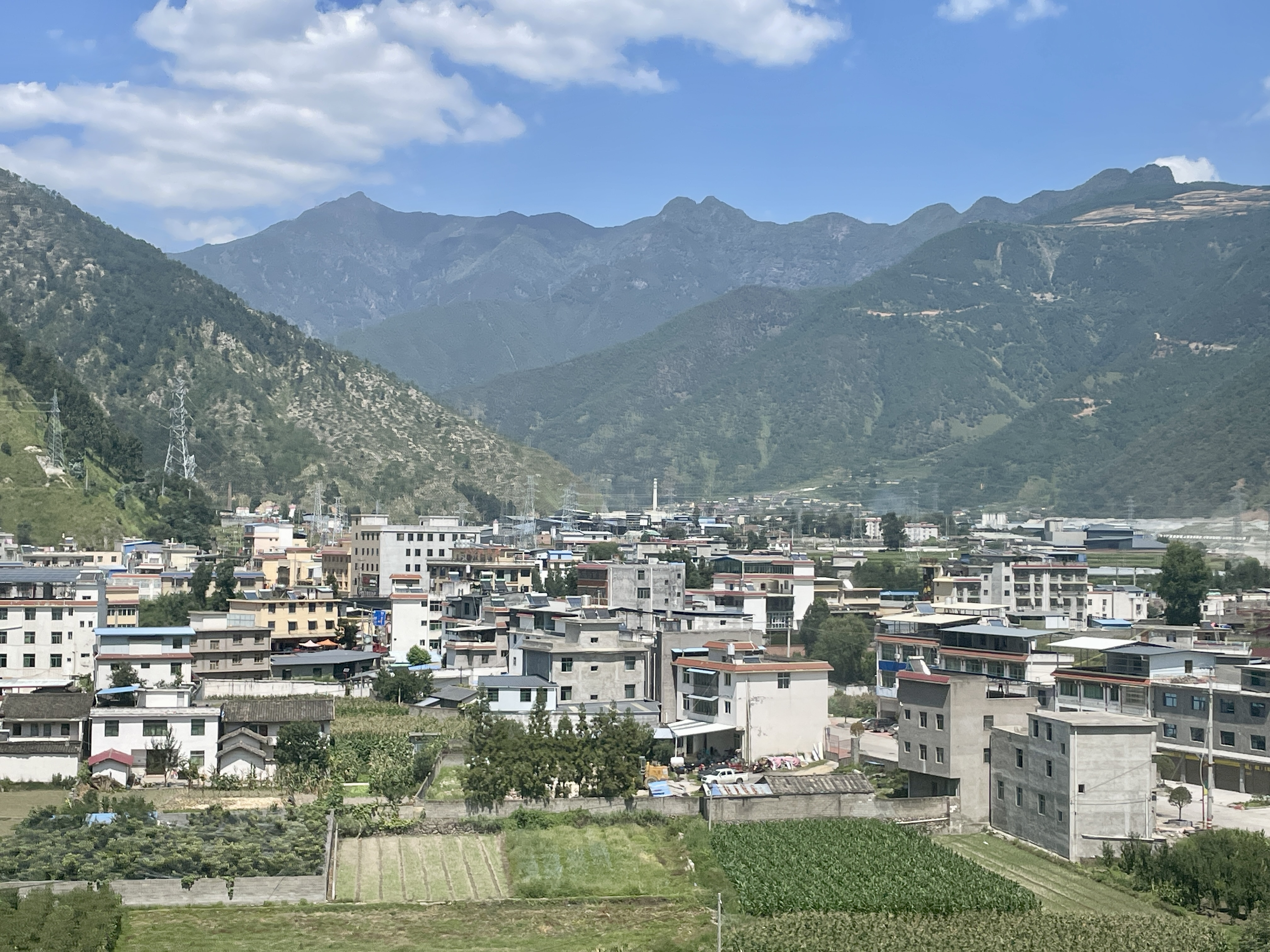
茶马古道重镇：小相岭下的冕山镇

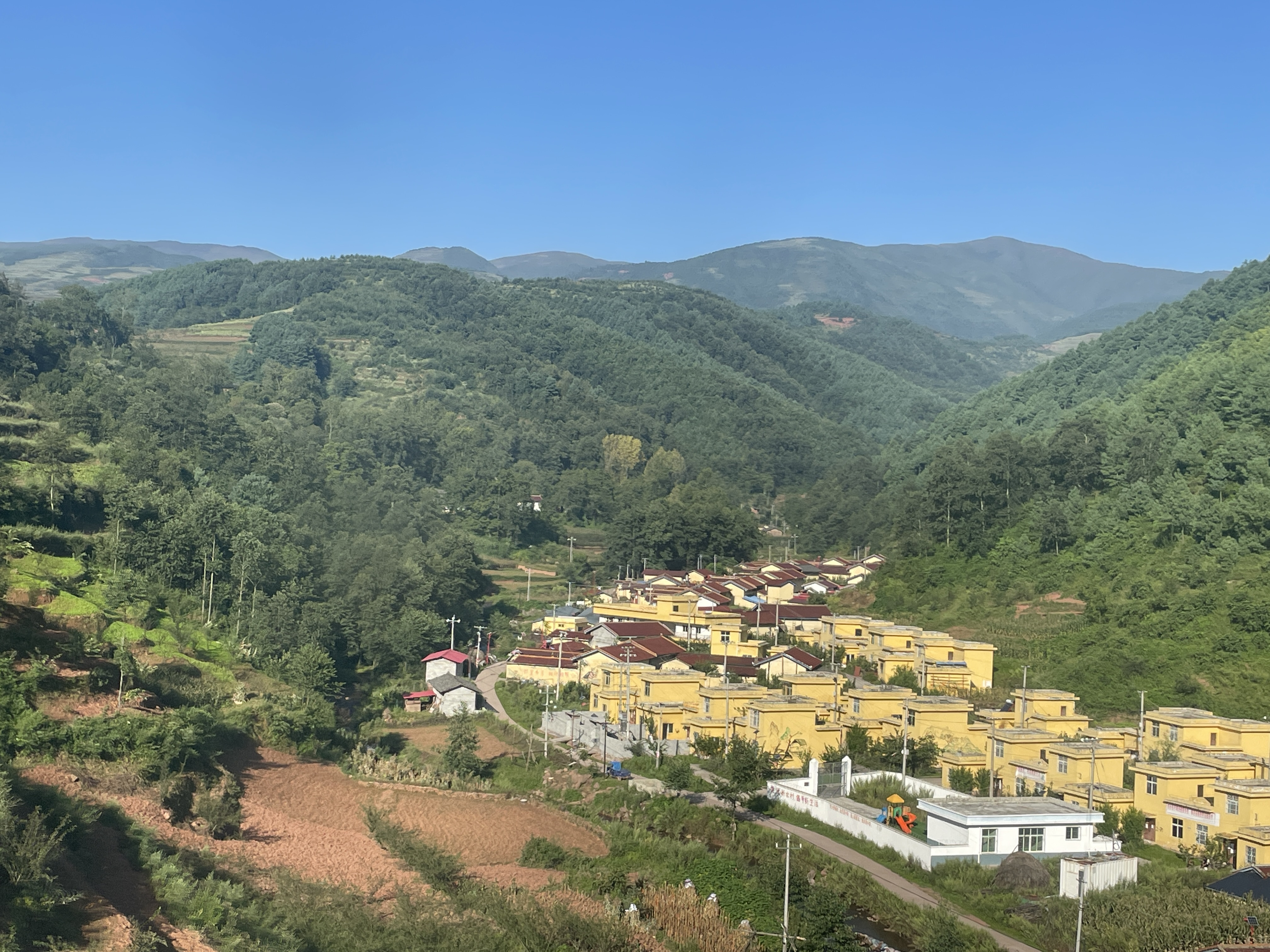
瓦吉木梁子最高点

喜德县位于滇南北构造带北段。境内褶皱與断裂并存，境内岩层跨石棉地层小区内的地层区和米市斜向地层区。地势东北高西南低，山脉河流多南北向，东部山系属大凉山的西坡，西部山系属小相岭的余脉瓦吉木梁子；全境大部属孙水河流域，西南部分区域为热水河、西河流域，均为安宁河支流；瓦吉木梁子以北属牛日河流域，为大渡河支流。
最高點位於小相岭的俄尔则俄主峰，海拔4500.4米，最低點位於李子乡红山嘴，海拔1580米。沟坝占3.82%，為水稻主产区；台地占0.86%，為马铃薯主产区；深丘占0.39%；低中山占34.42%；中山占60%，分布大量天然草场和森林；山原占0.34%，多为地势平坦的高海拔天然草场；高山占0.17%，主要分布在位於小相岭南端的俄尔则俄一带。
喜德县现有的植被多为人工造林和飞机播种造林，植被品种有270余种，常见树种有七十余科一百多种。林地总面积168.9万余亩，其中飞机播种林84万亩，天然林60余万亩，退耕还林面积10.8万亩。国家一二级保护动物有獼猴、穿山甲、亞洲黑熊、小熊猫、金钱豹、小灵猫等，国家一级保护植物有红豆杉、珙桐等。县境内水资源总量24.18亿立方米，全年径流量13.8亿立方米。水能资源理论蕴藏量38.076万千瓦，可开发量12.844万千瓦。
喜德县气候属雅江暖温带与西昌、巴塘亚热带气候区的过渡区，冬季干燥而无严寒，夏季温凉但是多雨。县境内复杂的地形造成立体气候明显。多年平均气温14°C，7月平均气温20.8°C，1月平均气温5.7°C。常年平均日照时数为2016小时，年平均降雨量1034.2毫米，5月中旬至10月中旬降雨量占全年降雨量的87.3%。
| 喜德县气候詳細数据（1981年−2010年） | 喜德县气候詳細数据（1981年−2010年） | 喜德县气候詳細数据（1981年−2010年） | 喜德县气候詳細数据（1981年−2010年） | 喜德县气候詳細数据（1981年−2010年） | 喜德县气候詳細数据（1981年−2010年） | 喜德县气候詳細数据（1981年−2010年） | 喜德县气候詳細数据（1981年−2010年） | 喜德县气候詳細数据（1981年−2010年） | 喜德县气候詳細数据（1981年−2010年） | 喜德县气候詳細数据（1981年−2010年） | 喜德县气候詳細数据（1981年−2010年） | 喜德县气候詳細数据（1981年−2010年） | 喜德县气候詳細数据（1981年−2010年） |
| 月份                                | 1月                                 | 2月                                 | 3月                                 | 4月                                 | 5月                                 | 6月                                 | 7月                                 | 8月                                 | 9月                                 | 10月                                | 11月                                | 12月                                | 全年                                |
| ----------------------------------- | ----------------------------------- | ----------------------------------- | ----------------------------------- | ----------------------------------- | ----------------------------------- | ----------------------------------- | ----------------------------------- | ----------------------------------- | ----------------------------------- | ----------------------------------- | ----------------------------------- | ----------------------------------- | ----------------------------------- |
| 历史最高温 °C（°F）                 | 23.4 (74.1)                         | 26.6 (79.9)                         | 30.5 (86.9)                         | 32.8 (91.0)                         | 34.4 (93.9)                         | 35.0 (95.0)                         | 33.5 (92.3)                         | 32.9 (91.2)                         | 31.8 (89.2)                         | 28.5 (83.3)                         | 26.4 (79.5)                         | 22.5 (72.5)                         | 35.0 (95.0)                         |
| 平均高温 °C（°F）                   | 13.8 (56.8)                         | 16.5 (61.7)                         | 20.4 (68.7)                         | 23.4 (74.1)                         | 24.9 (76.8)                         | 24.8 (76.6)                         | 26.1 (79.0)                         | 26.3 (79.3)                         | 23.1 (73.6)                         | 19.9 (67.8)                         | 16.9 (62.4)                         | 13.9 (57.0)                         | 20.8 (69.5)                         |
| 日均气温 °C（°F）                   | 6.1 (43.0)                          | 8.5 (47.3)                          | 12.0 (53.6)                         | 15.4 (59.7)                         | 18.0 (64.4)                         | 19.5 (67.1)                         | 20.7 (69.3)                         | 20.4 (68.7)                         | 17.8 (64.0)                         | 14.5 (58.1)                         | 10.5 (50.9)                         | 6.9 (44.4)                          | 14.2 (57.5)                         |
| 平均低温 °C（°F）                   | 0.7 (33.3)                          | 2.5 (36.5)                          | 5.4 (41.7)                          | 9.1 (48.4)                          | 12.8 (55.0)                         | 15.7 (60.3)                         | 16.9 (62.4)                         | 16.4 (61.5)                         | 14.2 (57.6)                         | 11.0 (51.8)                         | 6.2 (43.2)                          | 2.1 (35.8)                          | 9.4 (49.0)                          |
| 历史最低温 °C（°F）                 | −6.5 (20.3)                         | −7.1 (19.2)                         | −4.2 (24.4)                         | 0.3 (32.5)                          | 4.1 (39.4)                          | 8.5 (47.3)                          | 11.1 (52.0)                         | 10.5 (50.9)                         | 7.1 (44.8)                          | 2.6 (36.7)                          | −2.8 (27.0)                         | −5.1 (22.8)                         | −7.1 (19.2)                         |
| 平均降水量 mm（）                   | 3.2 (0.13)                          | 5.5 (0.22)                          | 14.9 (0.59)                         | 40.8 (1.61)                         | 108.0 (4.25)                        | 209.6 (8.25)                        | 246.9 (9.72)                        | 188.3 (7.41)                        | 152.2 (5.99)                        | 63.8 (2.51)                         | 19.4 (0.76)                         | 3.4 (0.13)                          | 1,056 (41.57)                       |
| 平均相對濕度（％）                  | 59                                  | 53                                  | 53                                  | 57                                  | 64                                  | 75                                  | 79                                  | 78                                  | 79                                  | 75                                  | 71                                  | 66                                  | 67                                  |
| 来源：中国气象局气象数据中心        |                                     |                                     |                                     |                                     |                                     |                                     |                                     |                                     |                                     |                                     |                                     |                                     |                                     |

## 行政区划

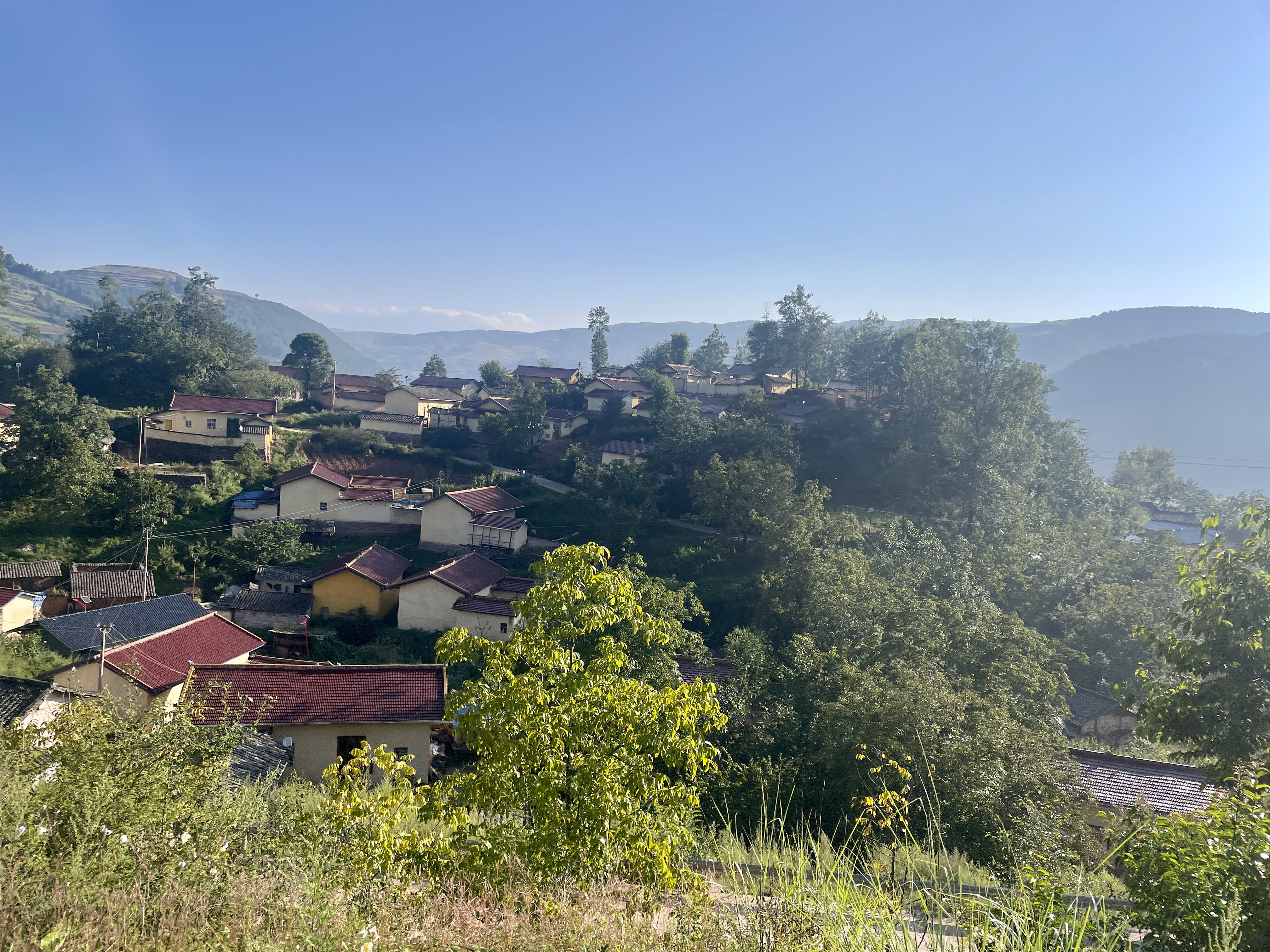
尼波镇的村庄

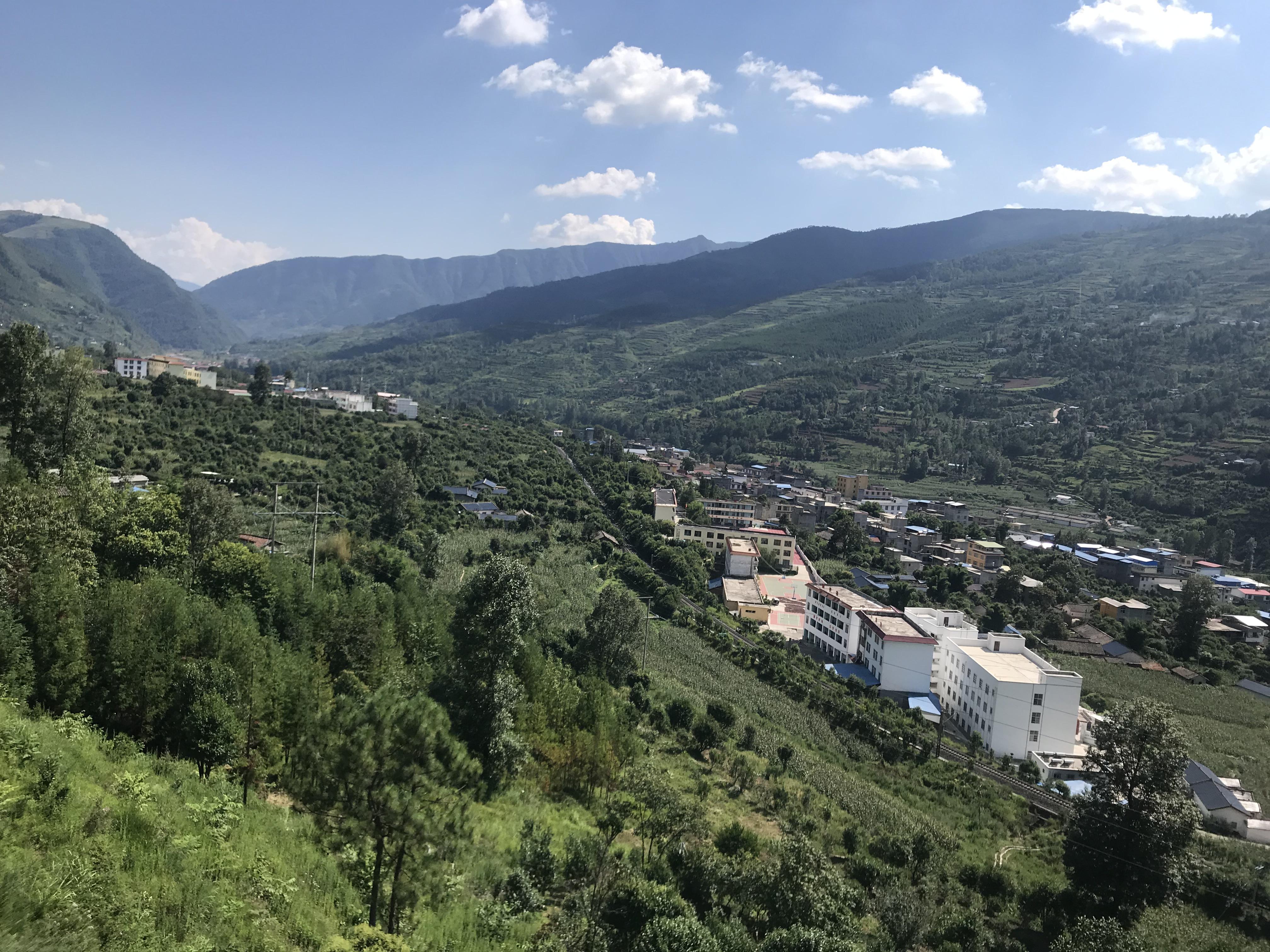
远望两河口镇

喜德县辖7个镇：光明镇、冕山镇、尼波镇、红莫镇、洛哈镇、米市镇、两河口镇，6个乡：贺波洛乡、且拖乡、李子乡、沙马拉达乡、鲁基乡、北山乡。
1953年至1957年，喜德县划分为向荣区、红妈区、倮各区、尼波区、米市区5个区，下設光明乡、冕山乡、拉克乡、博洛乡、深沟乡、则莫乡、贺波洛乡、三合乡、桃源乡、鲁基乡、中心乡、北山乡、红毛乡、李子乡、西河乡、倮各乡、尔补地乡、新建乡、巴久乡、尼波乡、木支乡、拉普乡、尼地乡、依洛乡、洛果乡、莫色依达乡、米市乡、额尼洛沽乡共28个乡。
1958年大躍進開始後，设置光明公社、尼波公社两个直属公社，红妈区、米市区、倮各区3个区，下轄桃源乡、李子乡、北山乡、东河乡、西河乡、鲁基乡、和平乡、解放乡、瓦果乡、额尼洛沽乡、尼地乡、米市乡、倮各乡、尔补地乡、巴久乡15个乡。1960年至1979年先后又8次调整。1984年改光明乡为光明镇，共分為向荣区、红莫区、两河口区、米市区、尼波区5個区，下辖光明镇、冕山乡、深沟乡、则莫乡、则约乡、拉克乡、依滋觉乡、贺波洛乡、红毛乡、桃源乡、鲁基乡、北山乡、东河乡、西河乡、李子乡、沙马拉达乡、波振乡、两河口乡、博洛拉达乡、且拖乡、洛莫乡、巴久乡、尼波乡、木支拉达乡、乐武乡、瓦哈乡、依洛乡、米市乡、洛哈乡、阿洛乡、热柯依达乡、额尼乡共1镇31乡。
1992年四川省实行撤区併乡建镇，喜德县撤销区的建制，原向荣区的冕山乡、深沟乡合并為冕山镇，则莫乡并入光明镇，则约乡并入拉克乡，依滋觉乡并入贺波洛乡；原红莫区的红毛乡、桃源乡、鲁基乡合并為红莫镇，北山乡并入东河乡，西河乡并入李子乡；原两河口区的沙马拉达乡、波振乡、两河口乡合并為两河口镇，博洛拉达乡并入且拖乡，洛莫乡并入巴久乡；原尼波区的尼波乡、木支拉达乡、乐武乡合并為尼波镇；原米市区的瓦哈乡、依洛乡、米市乡合并為米市镇，洛哈乡、阿洛乡、热柯依达乡，额尼乡合并為洛哈镇。原先的32个乡镇经此次撤并变为7镇6乡：红莫镇、冕山镇、光明镇、两河口镇、尼波镇、米市镇、洛哈镇、东河乡、李子乡、拉克乡、贺波洛乡、且拖乡、巴久乡。
1994年9月，恢复北山乡、西河乡、鲁基乡、沙马拉达乡、依洛乡、热柯依达乡、乐武乡的建制，1999年12月，恢复则约乡、博洛拉达乡、额尼乡、洛莫乡的建制。2019年东河乡并入西昌市川兴镇。2021年1月，则约乡和拉克乡并入光明镇，西河乡并入北山乡，热柯依达乡和额尼乡并入洛哈镇，洛莫乡和巴久乡并入沙马拉达乡，依洛乡并入米市镇，乐武乡并入尼波镇，博洛拉达乡并入且拖乡。

## 人口

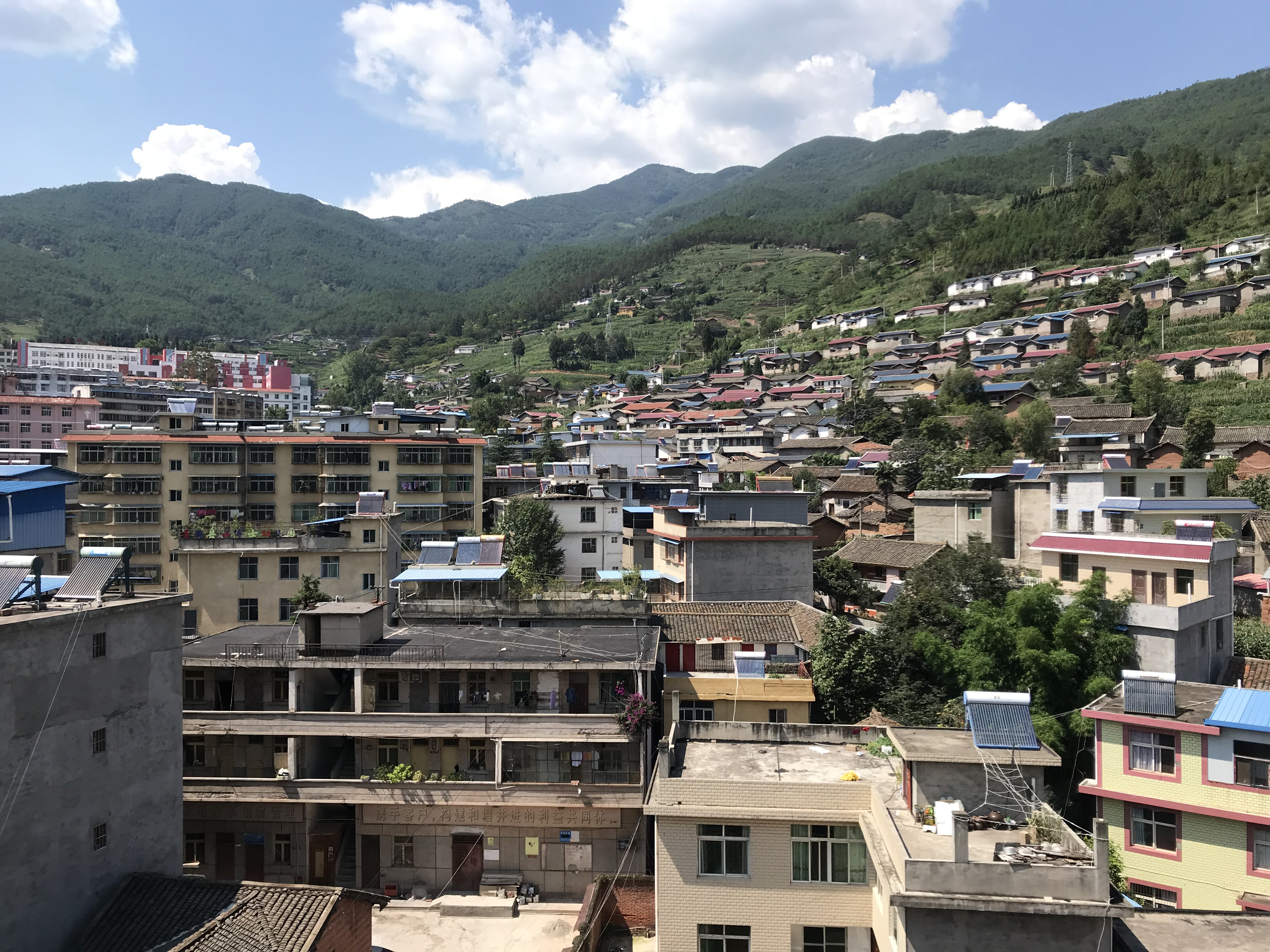
喜德市区的房屋

2018年喜德县人口出生率15.26‰，死亡率4.57‰，人口自然增长率10.69‰。2020年第七次全国人口普查時，喜德县常住人口158,139人。其中男性占比50.58%，女性占比49.42，性別比102.35。0~14岁占比33.62%，15~59岁占比56.96%，60岁以上占比9.42，其中65岁以上占比7.25%。
喜德县主要有彝族、汉族、回族、藏族四個民族，喜德县人口大部分為彝族，2018年占总人口的91.49%，多居住在高山、二半山和沿河峡谷两岸，以农业为主，牧业为辅；自清初辗转迁居冕山镇民主村的回族由1985年的13户78人增至2006年的101人；喜德藏族從西藏日喀则遷入，留居红莫镇司金村二组薛家堡子已历9世，2006年共有17户66人。

## 經濟

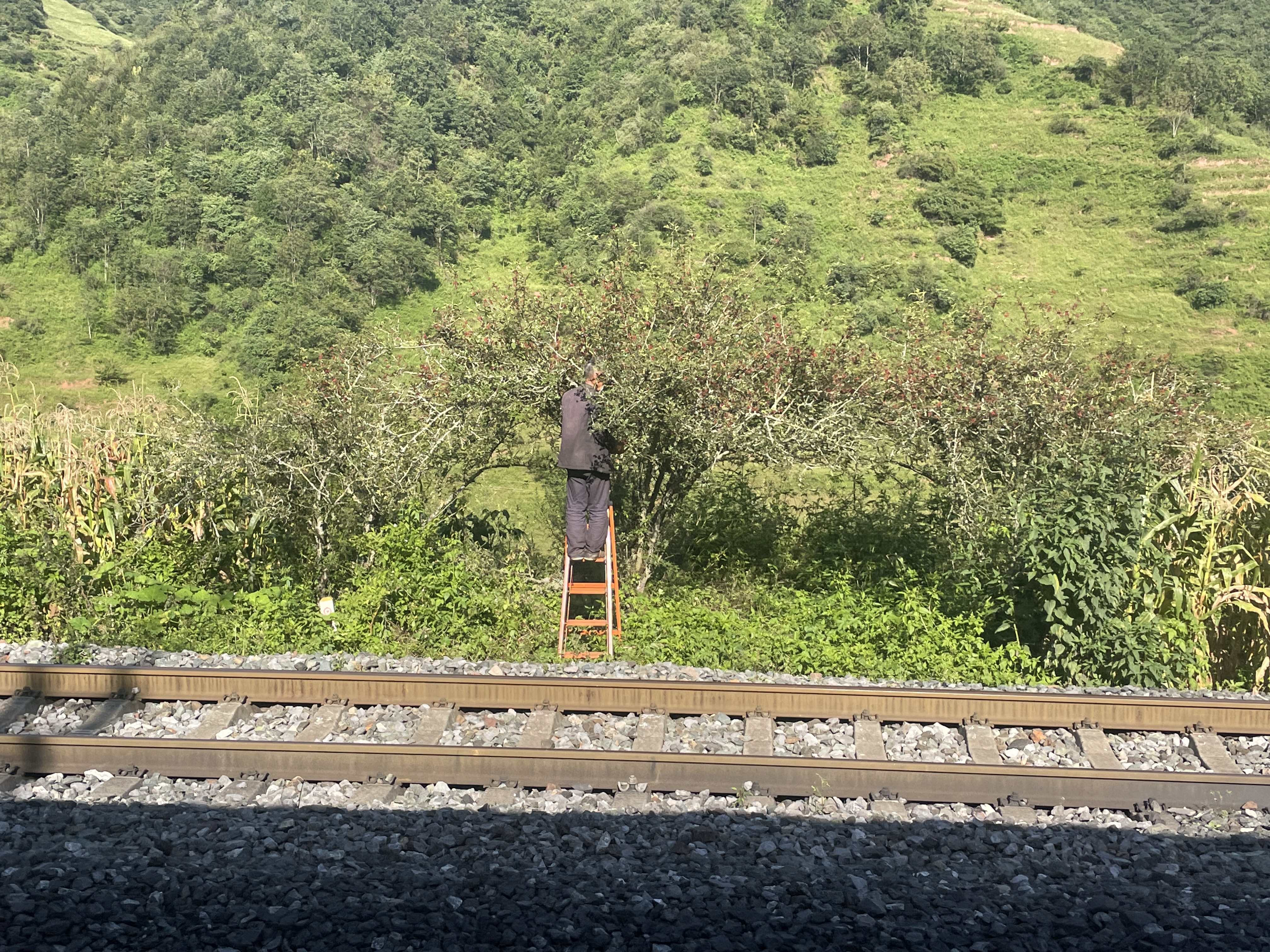
红峰火车站旁种植的花椒树

2018年喜德县地区生产总值完成239,208万元，其中第一产业完成增加值75,075万元，第二产业完成增加值66,839万元，第三产业完成增加值97,294万元，三次产业结构31.39：27.94：40.67。2018年全县居民人均GDP12,909元，人均可支配收入12579元，其中城镇居民可支配收入24,270元，农村居民人均可支配收入8,703元。
2018年喜德县農業完成增加值75,075万元，粮食播种面积20,415公顷，粮食总产量83,215吨；猪出栏140,664头，牛出栏8,600头，羊出栏143,609头，肉类总产量14,769吨；猪存栏98,182头，牛存栏21,927头，羊存栏155,047头。花椒产量800吨，核桃产量1,553吨，板栗产量63吨。
2018年喜德县工业实现增加值33,514万元，占地区生产总值14.0%。规模以上工业企业7户，全年完成工业总产值2.9亿元，工业增加值增长9.2%。工业企业用电量7,152万千瓦时，铁矿石原矿产量9万吨、成品矿产量4.8万吨、铁合金0.6万吨。建筑业完成增加值33,325万元，占地区生产总值的13.9%。
2018年喜德县全年社会消费品零售总额91,035万元，批发和零售业实现增加值13,796万元，占地区生产总值的5.8%，住宿和餐饮业实现增加值15,133万元，占地区生产总值的6.3%。城镇市场零售额为53,449万元，农村市场零售额为35,818万元，在行业结构中，零售业完成74,924万元，住宿业完成1,668万元，餐饮业零售额12,675万元。

## 交通

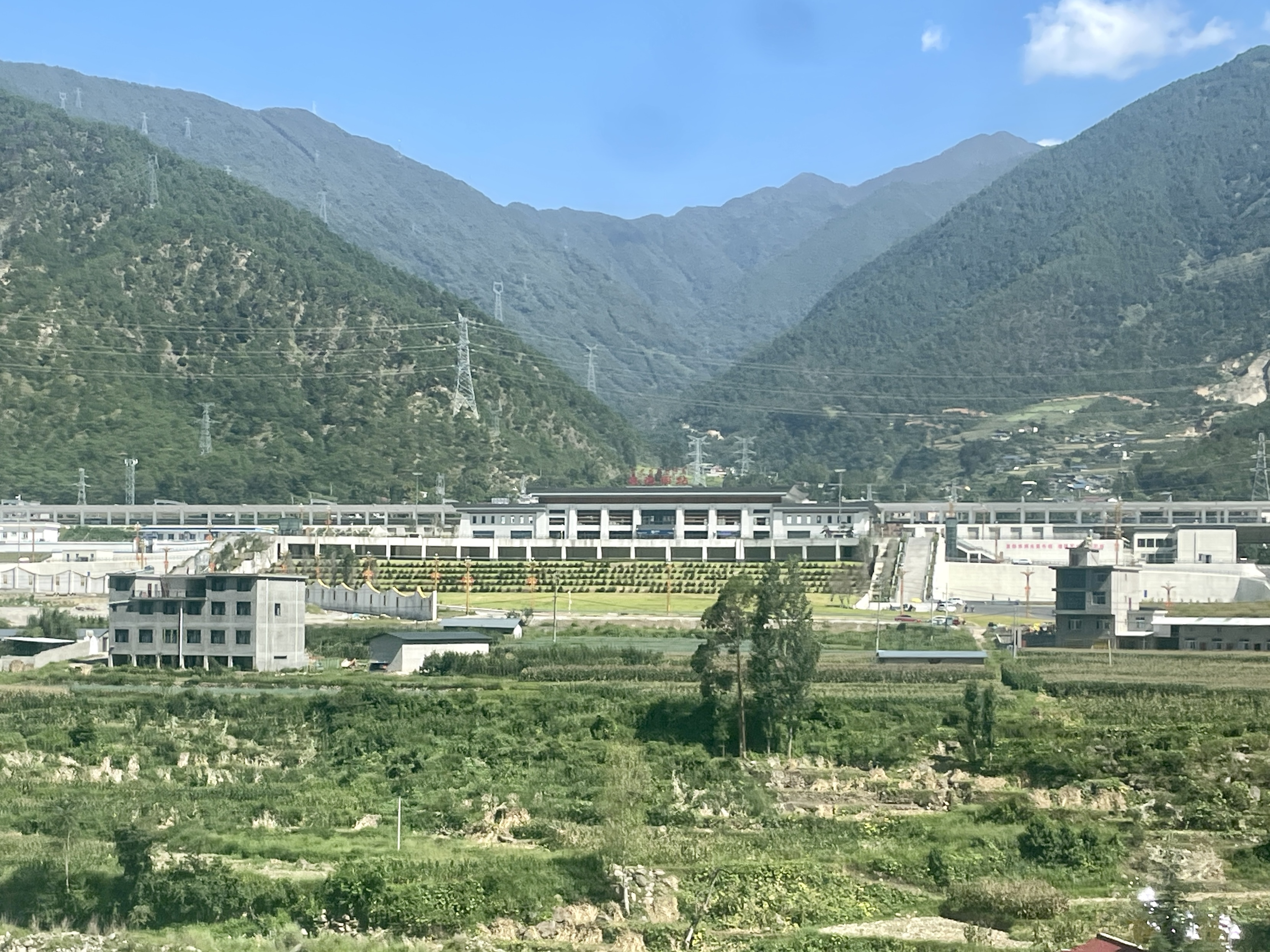
成昆铁路复线喜德西站

2018年喜德县农村公路通车里程1342.7公里，其中国道61公里、省道113.4公里、县乡道166公里、村道825.3公里，专用公路177公里。三级以上公路44公里，四级公路109公里。有道路运输企业1家，营运车辆208辆共2037座，有农村客运班线17条，临县跨线班线3条，县内在营出租车50辆。全年完成客运周转量5654万人/公里，货运周转量16948万吨/公里。
- 108国道
- 成昆铁路喜德站、峨广铁路喜德西站

## 資源

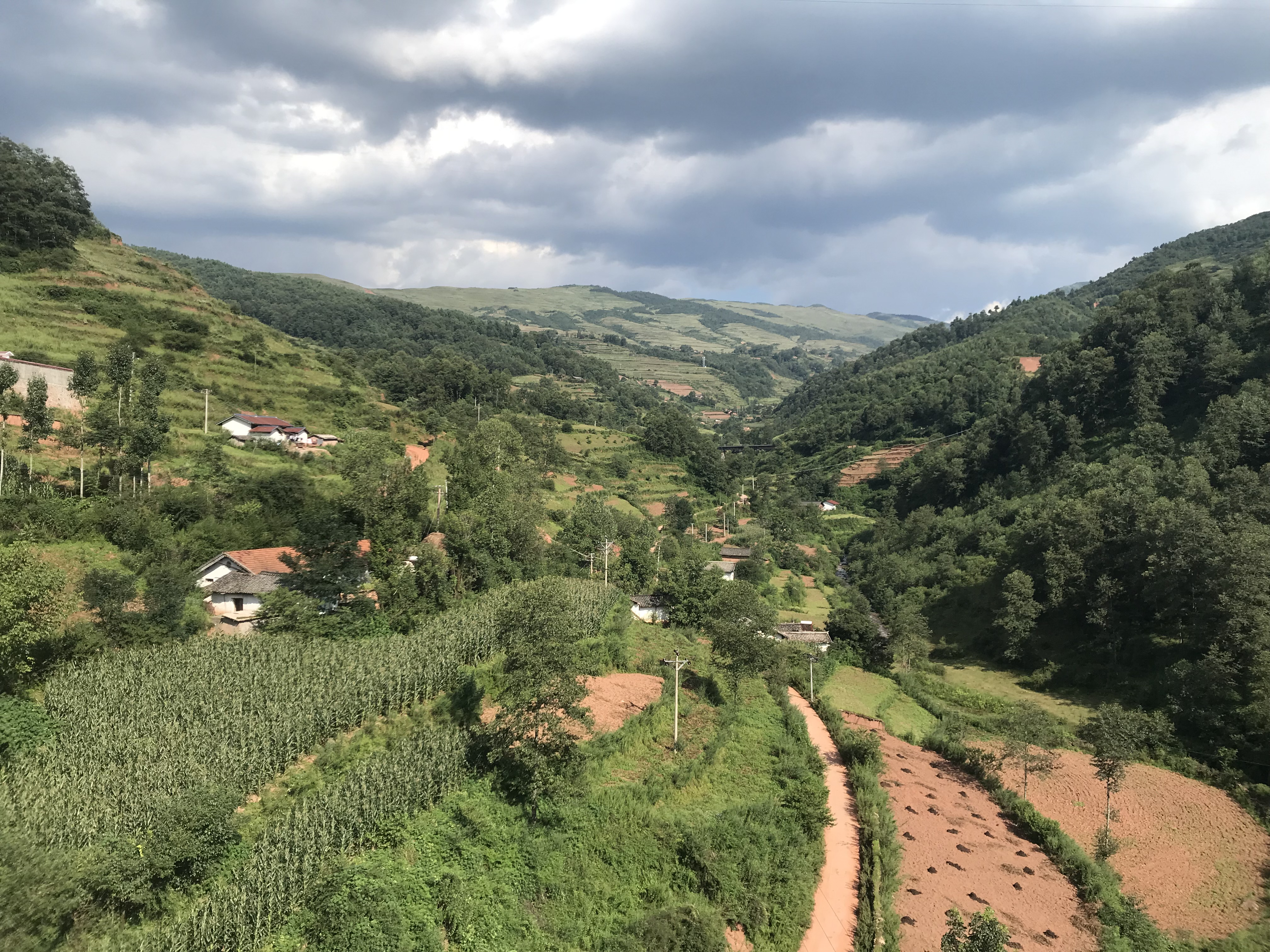
尼波镇乐武的山区

喜德县全县土地面积3,309,760.8亩，其中耕地391,825.8亩，大部分为旱地，水田分布于沟坝河谷地区。另有园地10242.3亩，占縣域面积的0.3%；林地1,581,252.3亩，占縣域面积的47.7%；牧草地1,109,685.15亩，占縣域面积的33.5%；居民点及工矿用地26,533.5亩，占縣域面积的0.8%；交通用地23,084.85亩，占縣域面积的0.7%；水域96,559.59亩，占縣域面积的2.9%；未利用土地70,576.95亩，占縣域面积的2.1%。
喜德县境内土壤种类繁多，其中水稻土类33,200亩，潮土类34,508亩，紫色土类1,857,524亩，红壤土类182,065亩，黄棕壤土类411,893亩，暗棕壤土类256,591亩，山地灰化土类25,655亩，山地草甸土类365,897亩，亚高山草甸土类25,170亩，石灰岩土类16,123亩。
喜德县境内发现矿点40余个，有铁、铜、铅、锌、锡等金属矿产；砷、萤石、白云石、硅矿、花岗石、长石、玄武岩、凝灰岩、建筑用砂岩、砖瓦用页岩等非金属矿产；煤、地热温泉等能源矿产。其中白云石、花岗石、大理石、玄武岩、建筑用砂岩达到中型以上规模，此外均为小型矿点。

## 文化

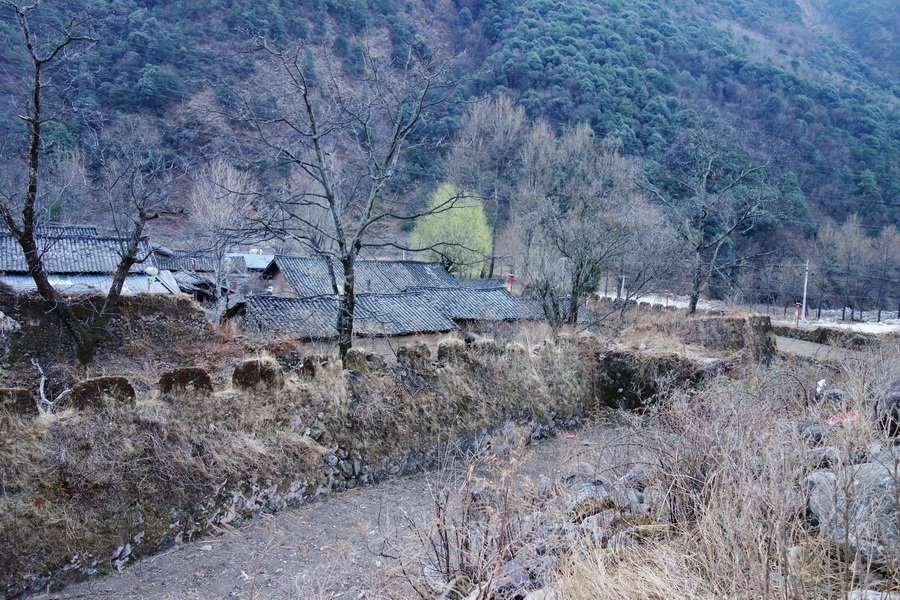
茶马古道登相营古驿站

喜德县境内的伍合大石墓被列为中国国家级重点文物保护单位，登相营古驿站和喜德鄧公館被列为四川省级重点文物保护单位。喜德彝族克智和彝族漆器髹饰技艺被列入第二批中国国家级非物质文化遗产名录，获中国国家民委与凉山州政府的“彝族漆器之乡”称号。
2018年喜德县共有各级各类学校76所，其中幼儿园23所，在校学生10,952人，教职工279人，专任教师163人；小学46所，在校学生28,493人，教职工1,415人，专任教师1,329人；初级中学5所，在校学生8,512人，教职工225人，专任教师222人；九年一贯制学校3所，在校学生2,484人，教职工206人，专任教师285人；完全中学2所，在校学生2,667人，教职工299人，专任教师291人。全县人口中大學學歷占比4.572%，高中學歷占比4.657%，初中學歷占比19.534%，小學學歷占比40.316%。

## 旅游
2018年喜德县共接待游客200万人次，旅游综合收入3.84亿元人民币，主要景點有：
- 喜德海子：位于俄尔则俄主峰西南坡海拔4000米处，为12个海子組成的冰斗湖群，面积约26亩，水深4～5米。
- 则莫溶洞：位于则莫大峡谷以西两公里，距县城14公里。
- 则莫大峡谷：位于县城以西11公里处则莫河中游，长约3公里。
- 则约大溶洞：在则约乡阿夫尔山脉的四甘窝村海拔3000米处。
- 公塘子温泉：位于光明镇与拉克乡交界处，距县城3公里，有泉眼31处，水温40～50°C。
- 红莫热水泉：位于红莫镇回龙村蟒洞山咀热水河河床中，有硫磺矿热水泉3处。水温50～60°C
- 公母鱼洞河：拉克乡源泉、幸福两村的两个溶洞中涌出的两条隔孙水河相对的地下河，常有鱼群游出洞口，故称公母鱼洞河。